# Chiesa di San Nicola degli Incoronati

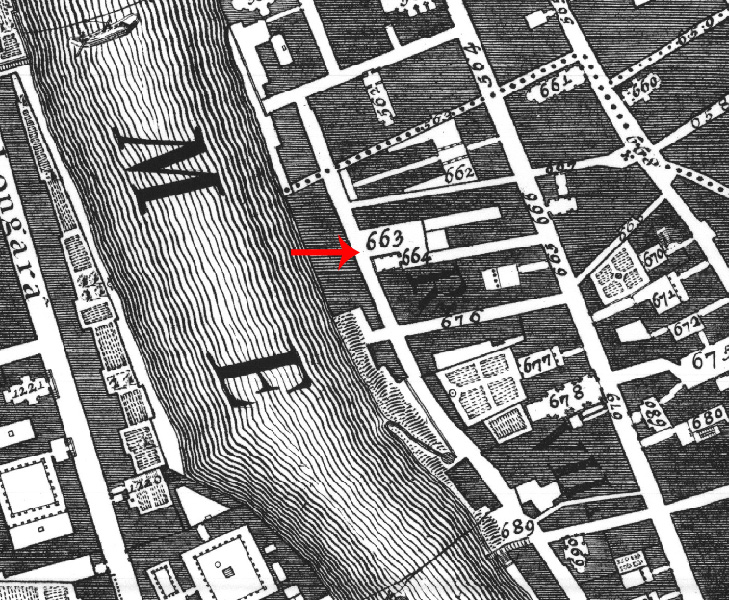
Pianta di Giovanni Battista Nolli (Nuova Topografia di Roma, 1748), con l'indicazione topografica della Chiesa di San Nicola degli Incoronati (n. 664).

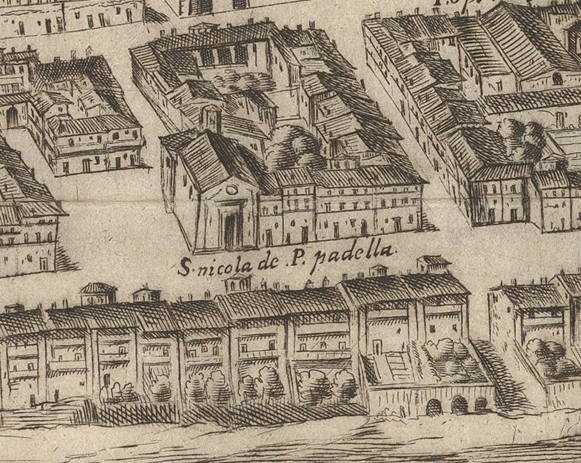
La Chiesa di San Nicola degli Incoronati nella Mappa di Roma di Antonio Tempesta (1593).

La chiesa di San Nicola degli Incoronati è un luogo di culto cattolico scomparso di Roma, nel rione Regola. Essa era collocata in piazza Padella, oggi non più esistente, tra le attuali via Bravaria e vicolo delle Prigioni. Fu demolita tra il 1936 e il 1939 per la costruzione del Liceo Ginnasio Virgilio.

## Storia e descrizione
La chiesa è menzionata per la prima volta in una bolla di papa Urbano III del 1186 tra le chiese filiali di San Lorenzo in Damaso. Nel catalogo di Cencio Camerario (fine XII secolo) compare al n. 284 con il nome di Sancto Nicolao de Furca. Il nome medievale dell'edificio si riferisce al fatto che
(Armellini, op. cit.)
Nella chiesa, chiamata anche degli impiccati, si confortavano i rei destinati alla condanna a morte. Nei pressi della chiesa si trovava il carcere di Roma gestito dalla famiglia Savelli.
Nel 1512 papa Leone X la eresse a parrocchia con diritto di patronato della famiglia Planca (o Plancia) Incoronati. Questa famiglia, che fu proprietaria della chiesa a partire dalla fine del XV secolo, diede il nuovo nome all'edificio sacro. Fu dotata di un fonte battesimale proprio fino al 1569 quando divenne nuovamente filiale di San Lorenzo di Damaso. Tra il 1583 ed il 1585 assunse parte delle competenze della soppressa parrocchia di Sant'Andrea di Nazareth (detta anche Sant'Andrea de Azanesi).
In una relazione del 1566 si legge:
(M. Armellini, op. cit.)
Fu ricostruita a spese della famiglia Incoronati e consacrata da papa Benedetto XIII il 1º maggio 1728. Altre ristrutturazioni, a spese dei parrocchiani, furono eseguite nel 1759. Nel 1798 fu qui sepolto Giovanni Borgi detto Tata Giovanni, successivamente ricordato con una lapide commemorativa apposta nel 1831. Nel 1819 si costituì presso la chiesa una scuola serale per giovani artigiani ad opera di Giacomo Casoglio, intagliatore in legno; da tale originaria scuola si svilupparono successivamente le Scuole notturne di religione fondate dall'avvocato Michele Gigli.
La parrocchia, che nel 1658 aveva 630 parrocchiani, fu soppressa durante l'occupazione francese di Roma il 12 agosto 1805 e incorporata in quella di San Giovanni in Ayno.
Da una relazione del 1658, riferita dall'Armellini, si apprende che la chiesa aveva tre altari: l'altare maggiore dedicato al santo titolare, Nicola di Bari, su cui vi era una pala dello Zucchetti, come riferisce il Nibby; e gli altari laterali dedicati alla Vergine Maria e a sant'Orsola. La chiesa era dotata di un campanile con due piccole campane; non aveva un cimitero proprio, ma al suo interno si trovavano alcune sepolture.